# Swissquote
Swissquote Group Holding Ltd je švýcarská bankovní skupina, která se specializuje na poskytování finančních služeb v oblasti obchodování, investičních řešení a bankovních služeb. Nabízí také služby pro nezávislé manažery aktiv a finanční instituce. Sídlí v Glandu ve Švýcarsku. Pobočky má rovněž v Curychu, Londýně, Lucembursku, na Maltě, v Bukurešti, na Kypru, v Dubaji, Singapuru, Hongkongu a Kapském Městě a v roce 2024 měla 1 217 zaměstnanců. Akcie skupiny jsou od 29. května 2000 obchodovány na burze SIX Swiss Exchange pod symbolem „SQN“. Swissquote Bank Ltd je držitelem bankovní licence vydané Švýcarským úřadem pro dohled nad finančním trhem (FINMA) a je členem Švýcarské bankovní asociace (SBA).

## Historie

### Založení společnosti Marvel Communication SA (1990)
V roce 1990 založili Marc Bürki a Paolo Buzzi společnost Marvel Communication SA, která se specializovala na vývoj softwaru a webových aplikací pro finanční sektor.

### Swissquote: bezplatná finanční platforma (1996)
Společnost Marvel Communication SA uvedla na trh finanční platformu Swissquote, která se v roce 1996 stala první platformou nabízející bezplatný přístup ke všem cenným papírům obchodovaným na švýcarské burze cenných papírů.

### Uvedení společnosti Swissquote na burzu (2000)
Dne 29. května 2000 vstoupila společnost Swissquote na burzu SIX Swiss Exchange, kde pod symbolem SQN uvedla 410 000 akcií v celkové hodnotě 100 milionů švýcarských franků. Ve stejném roce získala společnost bankovní licenci.

### Expanze na mezinárodní trhy (2001–2002)
V roce 2001 získala společnost Swissquote přístup na burzu cenných papírů ve Švýcarsku (tehdy SWX a Virt-X) a na americké burzy NYSE, NASDAQ a AMEX. V roce 2002, po převzetí společnosti Consors (Švýcarsko) AG a zákazníků Skandia Bank Switzerland, rozšířila Swissquote svou nabídku o nové trhy, finanční produkty a služby.

### Partnerství a vývojové fáze (2009–2016)
V roce 2009 založila společnost Swissquote Katedru kvantitativních financí při Švýcarském federálním technologickém institutu v Lausanne (EPFL) a spustila první kvantitativní fond. V roce 2010 provedla dvě významné akvizice: v červnu získala společnost Tradejet AG, online informační platformu a makléřskou společnost se sídlem v Curychu, a v říjnu koupila společnost ACM Advanced Currency Markets AG, čímž rozšířila své aktivity o online forexové obchody. V květnu 2012 rozšířila Swissquote ve spolupráci s Goldman Sachs a UBS svou nabídku o Swiss Derivatives OTC Trading System (Swiss DOTS). O několik let později se připojili další partneři včetně společností Vontobel, BNP Paribas a Société Générale.
V únoru 2013 navázala společnost Swissquote partnerství s Basellandschaftliche Kantonalbank a začala poskytovat hypoteční služby online. V září téhož roku expandovala na mezinárodním trhu akvizicí MIG Bank, významného forexového brokera. V roce 2014 uzavřely společnosti Swissquote a PostFinance dlouhodobé strategické partnerství v oblasti online obchodování. Od podzimu 2015 začala Swissquote působit jako obchodní platforma pro PostFinance a zpracovávat burzovní příkazy zadané jejími zákazníky v rámci e-tradingu.
V návaznosti na rozhodnutí Švýcarské národní banky zrušit minimální směnný kurz 1,20 švýcarských franků za euro vytvořila Swissquote v lednu 2015 rezervu ve výši 25 milionů švýcarských franků, aniž by tím však byla ohrožena její ziskovost či stabilita. Dne 9. února 2015 se Swissquote Financial Services vzdala licence na poskytování investičních služeb kategorie 3, kterou získala od maltského Úřadu pro finanční služby.
V září 2015 spustila společnost Themes Trading, novou službu tematického investování, která zákazníkům poskytuje informace k investování do určených trendů. V témže roce uvedla Swissquote aplikaci pro Apple TV, která nabízí nepřetržité finanční zpravodajství. Inženýři společnosti se také nechali inspirovat hrou Pokémon GO a vyvinuli Swissquote GO, geolokační finanční hru ve Švýcarsku.

### Expanze a nové bankovní služby (2018–2019)
V srpnu 2018 získala společnost Swissquote lucemburskou banku Internaxx Bank SA s přibližně 12 000 klienty a klientskými aktivy o objemu 2 miliard eur, čímž získala přístup na evropský trh. Po schválení orgány Evropské centrální banky a CSSF v Lucembursku byla společnost přejmenována na Swissquote Bank Europe SA a stala se plně vlastněným subjektem skupiny Swissquote. Akvizice se časově shodovala se změnami zavedenými Evropským úřadem pro cenné papíry a trhy, které retailovým makléřům omezily možnost využívat páku a zakázaly marketing, distribuci a prodej binárních opcí, což nepřímo hrálo do karet obchodnímu modelu Swissquote.
Ve stejném roce uvedla společnost Swissquote na trh multiměnovou kreditní kartu umožňující platby v 12 různých měnách bez poplatků za konverzi.
Společnost Swissquote udržuje partnerství s významnými finančními institucemi, jako jsou Banque Pictet, UBS, BlackRock, Vontobel, HSBC či Zürcher Kantonalbank, a svým klientům tak umožňuje investovat do investičních fondů.
Od října 2018 nabízí Swissquote klientům možnost, aby v prvotních nabídkách tokenů (ICO) prostřednictvím svého účtu nakupovali tokeny za švýcarské franky, a drží je v úschově.
V roce 2019 expandovala společnost v asijsko-pacifickém regionu, když založila společnost Swissquote Singapore Pte.
V listopadu 2019 oznámila společnost Swissquote úřadu pro praní špinavých peněz podezřelé finanční prostředky ve výši 100 milionů dolarů od Blue Ocean Bank a skupiny Helin Group. Švýcarské orgány poté zahájily vyšetřování a Swissquote tyto prostředky zablokovala.

### Spuštění Yuh s PostFinance (2021)
Dne 7. dubna 2021 byla založena společnost Yuh Ltd. jako společný podnik Swissquote Bank AG a PostFinance AG ve Švýcarsku. Následně byla spuštěna aplikace Yuh poskytující uživatelům nástroje pro placení, spoření a investice do akcií, kryptoměn a burzovně obchodovaných fondů (ETF) a rovněž tematické investice, vždy se zaměřením na přístupnost pro začátečníky.

### Aktuální vývoj a strategická partnerství (2021 až současnost)
Od 1. ledna 2022 se výhradním distribučním partnerem Swissquote pro hypotéky stala LUKB (Luzerner Kantonalbank).
V říjnu 2022 spustila společnost Swissquote kryptoměnovou burzu SQX a získala přístup na dubajský finanční trh. Ve dnech 11. a 12. listopadu zažila platforma masivní útok typu DDoS a byla značnou dobu mimo provoz.
Od roku 2023 podporuje společnost Swissquote v rámci svého závazku k udržitelnému rozvoji jihoafrický projekt Santé Solaire.
V březnu 2023 představila společnost Swissquote jako součást své nabídky Themes Trading portfolio Impact Investing. Toto umožňuje klientům investovat do kvalitních akcií a zároveň využít 50 % dividend na hmatatelné projekty, jako je například projekt Solafrica, jehož náplní je zásobování zdravotnického centra v Burkině Faso solární energií.
V květnu 2023 uvedla společnost Swissquote ve spolupráci s investiční společností Stableton a Morningstar Indexes na trh aktivně spravovaný certifikát (AMC) určený švýcarským retailovým investorům. AMC poskytuje expozici vůči 20 vybraným miliardovým startupům (Unicorn), které vytipovala společnost Morningstar. V průběhu téhož roku představila společnost Swissquote nové investiční a spořicí řešení pro správu aktiv.
V listopadu 2023 uvedla společnost Swissquote švýcarský realitní certifikát spravovaný společností Finstoy se sídlem v Lausanne, která má více než desetileté zkušenosti se správou majetku. Tento certifikát umožňuje investorům přístup na švýcarský trh s realitami prostřednictvím investic do portfolia realitních fondů, které vlastní nemovitosti výhradně ve Švýcarsku.
V říjnu 2024 zavedla společnost Swissquote obchodování se zlomkovými akciemi pro drobné investory a rozšířila spolupráci s BNP Paribas Securities Services.

## Služby
Společnost Swissquote poskytuje drobným investorům, institucím i firemní klientele řadu finančních služeb včetně obchodování s cennými papíry, forexem, CFD a kryptoměnami. Nabízí také rozmanitá investiční a spořicí řešení a bankovní služby, jako jsou multiměnové debetní karty a hypotéky.
Skupina Swissquote zahrnuje deset subjektů, které působí v různých jurisdikcích. Mezi klíčové subjekty patří Swissquote Bank Ltd ve Švýcarsku, Swissquote MEA Ltd v Dubaji, Swissquote Bank Europe Ltd v Lucembursku a Swissquote Capital Markets Ltd na Kypru. Další operace provádějí pobočky ve Spojeném království, na Maltě, v Singapuru, Hongkongu, Rumunsku a Jihoafrické republice.
K prosinci 2024 spravovala společnost Swissquote na více než 650 000 soukromých a institucionálních účtech aktiva klientů v hodnotě více než 76 miliard švýcarských franků. Vykázala provozní výnosy ve výši 664,3 milionu švýcarských franků, což představuje 25,1% nárůst oproti předchozímu roku. Provozní zisk vzrostl meziročně o 35,3 % na 345,6 milionu švýcarských franků, zatímco čistý zisk dosáhl rekordních 294,2 milionu švýcarských franků. Pozoruhodný je zejména nárůst čistého zisku z kryptoaktiv o 353,2 % na 85,5 milionu švýcarských franků. Tyto aktivity za dané období vygenerovaly více než 13 % celkových příjmů společnosti Swissquote.

## Produkty
Společnost Swissquote poskytuje finanční produkty a služby pro jednotlivce, firmy a finanční instituce.
Společnost Swissquote nabízí soukromým osobám řadu služeb včetně obchodování s akciemi, ETF, dluhopisy, opcemi, termínovanými produkty a strukturovanými produkty a rovněž exkluzivní funkce, jako jsou Swiss DOTS a Themes Trading.
Společnost Swissquote poskytuje řadu služeb pro firmy a finanční instituce. Její nabídka v oblasti obchodování a zprostředkování zahrnuje makléřskou činnost s různými aktivy, globální úschovu, strukturované produkty, lombardní úvěry, půjčování cenných papírů a řízení vkladů.

## Sponzorství
Od ledna 2015 do května 2021 byla společnost Swissquote oficiálním partnerem klubu Manchester United. Cílem tohoto globálního partnerství bylo zpřístupnit služby bankovní skupiny širšímu publiku, neboť klub má po celém světě více než 650 milionů fanoušků.